# Elvitegravir/cobicistat/emtricitabine/tenofovir disoproxil
Elvitegravir/cobicistat/emtricitabine/tenofovir disproxil, merknaam Stribild (Gilead Sciences), is een geneesmiddel dat gebruikt wordt voor de behandeling van een hiv-infectie. Het is een zogenaamd combinatiepreparaat, dat meerdere werkzame stoffen combineert in één toedieningsvorm. De behandeling van hiv bestaat altijd uit een combinatie van meerdere middelen, combinatietherapie of HAART (highly active antiretroviral therapy) genoemd. Elvitegravir/cobicistat/emtricitabine/tenofovir disproxil vormt in één eenmaal daags in te nemen tablet een volledige combinatiebehandeling. 
Het middel werd in augustus 2012 goedgekeurd door de FDA voor gebruik in de Verenigde Staten; in mei 2013 verleende het EMA een vergunning voor toepassing in de Europese Unie. Elvitegravir/cobicistat/emtricitabine/tenofovir was daarmee het derde eentabletsregime voor de behandeling van hiv op de markt, na Emtricitabine/tenofovir disproxil/efavirenz (Atripla) en Emtricitabine/rilpivirine/tenofovir disproxil (Eviplera of  Complera); in 2014 kwam nog een vierde combinatiepreparaat beschikbaar: Abacavir/dolutegravir/lamivudine (Triumeq). Stribild is oorspronkelijk geregistreerd voor gebruik door therapie-naïeve patiënten (die niet eerder andere hiv-remmers hebben gebruikt).
Een filmomhulde tablet Stribild bevat:
- 150 mg elvitegravir, een integraseremmer
- 150 mg cobicistat, een booster zonder hiv-remmende werking
- 200 mg emtricitabine, een nucleoside-analoge reversetranscriptaseremmer
- 245 mg tenofovir disoproxil, een nucleotide-analoge reversetranscriptaseremmer